# Аллея Славы (Пятигорск)
Аллея Славы — аллея, протянувшаяся с запада на восток по территории Комсомольского парка города Пятигорска, включающая в себя Мемориальный комплекс Славы. Один конец аллеи упирается в группу объектов названных одинаково (трамвайная остановка, фонтан и торговый центр) — «Подкова», а другой конец — в гимназию № 4.
Автор проекта мемориала - художник В.В.Марков.
Аллея воинской славы открыта в честь 40-летия Победы в Великой Отечественной войне в 1985 году, она была засажена голубыми елями. Аллея и Мемориал взаимно дополняли друг друга и создавали единый строгий и торжественный облик, которых подчеркивал идеологический смысл их названия.
Стелы из красного гранита, на которых высечены имена пятигорчан - Героев Советского Союза и полных кавалеров Ордена Солдатской Славы.  Мемориал украшают пять орудийных стволов. Филиал краеведческого музея, в котором расположена экспозиция «Пятигорчане в Великой Отечественной войне был открыт 5 ноября 1985 года.
В 2010 к 65-летию Победы Аллея Славы и Мемориальный комплекс (включая музей в основании мемориала) были полностью реконструированы. 